# Russell Latapy
Russell Nigel Latapy (Laventille, 2 agosto 1968) è un allenatore di calcio ed ex calciatore trinidadiano, di ruolo centrocampista, tecnico in seconda del Macarthur.

## Carriera
Dal 2009 al 2011 è stato commissario tecnico della Nazionale di Trinidad e Tobago.

## Palmarès

### Giocatore

#### Competizioni nazionali
- Campionato portoghese: 2

Porto: 1994-1995, 1995-1996
- Supercoppa di Portogallo: 2

Porto: 1994
Boavista: 1997
- Scottish First Division: 1

Hibernian: 1998-1999
- Coppa di Scozia: 1

Rangers: 2001-2002
- Coppa di Lega scozzese: 1

Rangers: 2001-2002
- Scottish First Division: 1

Falkirk: 2004-2005
- Scottish Challenge Cup: 1

Falkirk: 2004-2005